# 妙玉寺
妙玉寺（みょうぎょくじ）は、佐賀県佐賀市本庄町鹿子にある日蓮宗の仏教寺院。山号は大宝山（だいほうざん）。佐賀藩主鍋島家の藩祖以来の外戚家門で、代々重臣をつとめた石井家の菩提寺の一つであり、とくに石井家の一門である横岳鍋島家、深堀鍋島家（いずれも佐賀藩家老家）の菩提寺として知られる。境内には、深堀鍋島家初代鍋島茂賢（石井孫六）と殉死した家臣、配下の侍18人の墓があり、俗に「追腹の寺」ともいわれている。旧本山は佐賀観照院。親師法縁。

## 歴史
元亀元年（1570年）に創建されたとされる。開山は隆性院日就上人。元来、当寺は浄円寺の一角に建てられたものだが、あるとき独立した寺になったという。開基は、龍造寺隆信の重臣石井忠次としているが、忠次の長男忠修が26歳で戦死した際、主君の隆信がその死を惜しんで、忠修の甥・石井常永を継嗣に立て、創建を命じたという説もある。なお、忠修は隆信の馬廻をつとめ、陣中で隆信を守護する屈強の武者であり、『北肥戦誌』には「無双の荒武者」四将の一人と表現されている。
なお、山号寺号はいずれも、忠次の次男石井信忠の室の戒名「大宝院妙玉日伝大姉」に因んで、大宝山妙玉寺とする。信忠・大宝院夫妻の長男鍋島茂里（佐賀藩祖鍋島直茂の婿養子）、次男鍋島茂賢も当寺に帰依している。

## 史蹟
- 鍋島茂里・月窓院（佐賀藩祖鍋島直茂長女）夫妻の墓所
- 鍋島茂賢・真光院（龍造寺長信の娘）夫妻および殉死者18名の墓所

## 寺宝
- 佐賀藩第2代藩主鍋島光茂の土地寄進のお墨付き

## 旧末寺
日蓮宗は昭和16年に本末を解体したため、現在では、旧本山、旧末寺と呼びならわしている。
- 安静山正傳寺（佐賀市川副町大詫間、深堀鍋島家によって開基）

## 交通
- JR長崎本線佐賀駅よりバスで30分